# EMU-saldo
Het EMU-saldo of vorderingensaldo is het financieringssaldo minus deelname aan bedrijven en inkomsten uit kredietverstrekking, uitgedrukt in geld, van een overheid die lid is van de EMU. 

## Invoering
Het EMU-saldo is in 1992 door de EMU ingevoerd om vergelijkingen tussen de verschillende eurolanden te kunnen maken. In het verleden hanteerde elke staat zijn eigen berekening voor het financieringssaldo. Vergelijken was hierdoor moeilijk. 
Volgens de regels van de EMU zoals vastgelegd in het Verdrag van Maastricht, mag het vorderingentekort niet hoger zijn dan 3% van het bruto binnenlands product. Hiermee wil men de economische sterkte van de eurolanden behouden.

## Definitie
Het EMU-saldo wordt op de volgende wijze gedefinieerd: 
(O-x) – (U-y) = EMU-saldo
waarbij O staat voor de inkomsten (ontvangsten) in een jaar, U voor de uitgaven en x en y voor respectievelijk de inkomsten en uitgaven ten aanzien van aandelen in bedrijven en kredietverstrekking. De opbrengst van de verkoop van aandelen telt dus niet als inkomsten, de aankoop niet als uitgaven. Verder telt lenen en het ontvangen van een aflossing niet als inkomen, en uitlenen en aflossen niet als uitgaven.
Wanneer het saldo positief is, is er sprake van een vorderingenoverschot, als het saldo negatief is, spreekt men over een vorderingentekort.

## Structureel EMU-saldo
In het kader van het Europese Stabiliteits- en Groeipact is ook een structureel EMU-saldo geïntroduceerd. Het structureel saldo is het feitelijke overheidstekort geschoond voor invloeden van de economische conjunctuur en incidentele budgettaire baten en kosten, ook wel one-offs genoemd. Voor de conjuncturele component maakt de Europese Unie gebruik van de zogenaamde output gap. De gap is het verschil tussen de werkelijk economisch productie in een land versus de potentiële productie gegevens de productiemiddelen. De potentiële productie is niet te meten en de uitkomst sterk is afhankelijk van de ramingen. Om lidstaten meer zekerheid te geven in de begrotingsvoorbereiding bevriest de Commissie bij de lenteraming de vereiste ontwikkeling van het structureel saldo voor het volgende jaar. Deze structurele regel maakt het voor overheden mogelijk een anticyclische begrotingspolitiek te voeren. Als de output gap klein is, dan gaat het economisch goed en is positief structureel EMU-saldo gewenst. Bij een grote output gap, het land produceert minder dan theoretisch mogelijk is, en is een negatief structureel EMU-saldo toegestaan.  

## Cijfers
Hieronder staan voor Nederland de gegevens met betrekking tot het EMU-saldo vanaf het jaar 2001. 
| Jaar | EMU-saldo (in € miljarden) | EMU-saldo (in % bbp) | Structureel EMU-saldo |
| ---- | -------------------------- | -------------------- | --------------------- |
| 2001 | -1,7                       | -0,3%                |                       |
| 2002 | -10,3                      | -2,1%                |                       |
| 2003 | -15,3                      | -3,0%                |                       |
| 2004 | -9,0                       | -1,7%                |                       |
| 2005 | -1,4                       | -0,3%                |                       |
| 2006 | 1,2                        | 0,2%                 |                       |
| 2007 | 1,3                        | 0,2%                 |                       |
| 2008 | 1,4                        | 0,2%                 |                       |
| 2009 | -33,5                      | -5,4%                |                       |
| 2010 | -31,5                      | -5,0%                |                       |
| 2011 | -27,6                      | -4,3%                |                       |
| 2012 | -25,1                      | -3,9%                |                       |
| 2013 | -15,5                      | -2,4%                |                       |
| 2014 | -15,6                      | -2,4%                | -0,5%                 |
| 2015 | -15,2                      | -2,2%                | -1,2%                 |
| 2016 | +2,9                       | +0,4%                | -1,3%                 |